# 鬼追明夫
鬼追 明夫（きおい あきお、1934年8月5日 - 2020年6月1日）は、日本の弁護士。元日本弁護士連合会会長、弁護士法人なにわ共同法律事務所代表社員･弁護士。財団法人日本漢字能力検定協会の理事長を務めた。
趣味は読書、囲碁、ゴルフ。

## 経歴
奈良県立五條高等学校を経て、大阪市立大学法学部を卒業。
1958年4月、司法研修所入所（12期）。1960年4月、大阪弁護士会に弁護士登録。1962年4月、太田・鬼追共同法律事務所（のち「なにわ共同法律事務所」に名称変更）を開設。1973年、大阪弁護士会副会長、1990年同会長。1996年、日本弁護士連合会会長。中坊公平の後任として、1999年から2004年まで整理回収機構代表取締役。2009年4月 - 2010年3月、財団法人日本漢字能力検定協会理事長。
2020年6月1日午前5時22分、病気のため奈良県内で死去。85歳没。

## これまで取り扱った事件
- 大東水害訴訟（弁護団長）
- 多奈川第2火力発電所建設差止め訴訟（弁護団長）
- 村本建設株式会社更生管財人
- 豊田商事破産管財人

## 「従軍慰安婦」問題に関する声明
1996年6月20日に日弁連会長名義で「『従軍』慰安婦問題は、軍事的性的奴隷としての被害の典型であり、軍の関与と強制の事実は今日、明白な歴史的事実となっている」などとする声明を出した。

## 懲戒委員会
2008年1月、大阪弁護士会の綱紀委員会で品位を害する非行に当たるとされて懲戒委員会にかけられた。整理回収機構の社長時代に債務者である不動産会社の顧問をしており、その後も2007年まで顧問を続けて月当たり約10万円の顧問料を徴収していた。債権者の社長が債務者の顧問をやり、しかも個別の案件で相談を受けるということは利益相反行為であり弁護士として非行に当たるとされた。2008年9月16日、「整理回収機構の職務執行に対し疑念を抱かせ、弁護士の品位を損う」などとして、鬼追を戒告の懲戒処分とした。